# Symfonie nr. 4 (Asia)
Daniel Asia voltooide zijn Symfonie nr. 4  in 1993.

## Geschiedenis
Asia componeerde het werk aan de hand van een eerder geschreven compositie. Your cry will be a whisper was een suite geschreven voor gitaar solo. De componist wilde eerst een eenvoudige invulling van de orkestpartijen maar kwam er gedurende het componeren achter, dat dat moeilijker bleek dan eerst gedacht. Vooral de mogelijkheden van het klankpalet van het symfonieorkest tegenover dat van een enkele gitaar bezorgde hem hoofdbrekens. Uiteindelijk kwam deze symfonie tot stand, waarin niets meer verwijst naar een werk voor gitaar. Asia componeerde het werk, toen hij huiscomponist was van de Phoenix Symphony, een van de Amerikaanse subtop van symfonieorkesten. James Sedares was toen chef-dirigent aldaar en deze combinatie verzorgde dan ook de eerste uitvoering in Phoenix (Arizona) op 27 oktober 1993.

## Muziek
De symfonie is geschreven in de traditionele vierdelige opzet; het scherzo is deel 2:
- Adagio – Moderato – Adagio
- Allegro (scherzo)
- Adagio
- Allegro.

De muziek valt in twee werelden uiteen; de delen 1 en 3 bevatten meer lyrische melodielijnen, terwijl de delen 2 en 4 meer ritmisch zijn. Deel 1 is hoewel lyrisch toch onrustig qua klank, verwijzend naar deel 2. Deel 3 is een In memoriam aan Stephen Albert, leraar van de componist, die Asia aanzette tot het schrijven van zijn eerste symfonie. Delen 2 en 4 zijn geschreven in een stijl die doet denken aan Aaron Copland, John Adams en Steve Reich, de tweede is binnen de minimal music de melodieuze, de laatste de ritmische. De symfonie nr. 4 kan echter niet ingedeeld worden in minimal music, de repeterende zinnen komen daarvoor te weinig frequent voor; zo af en toe duiken fragmenten op.

## Orkestratie
- 2 dwarsfluiten, 2 hobo’s, 2 klarinetten, 2 fagotten;
- 4 hoorns, 2 trompetten, 2 trombones, geen tuba
- 1 stel pauken, 3 man / vrouw percussie, 1 piano of celesta, harp
- violen, altviolen, celli, contrabassen.

## Discografie
- Uitgave Summit Records: New Zealand Symphony Orchstra o.l.v. James Sedares in een opname uit februari 1996.